# Reva (БТР)
Reva БТР — южноафриканский бронетранспортёр с защитой от мин, разработанный в 2004 году.  Производством бронеавтомобилей занимается компания Integrated Convoy Protection.

## Конструкция
Reva представляет собой 10-местный бронеавтомобиль 4х4 V-образной формы, он имеет 6-цилиндровый бензиновый двигатель с турбонаддувом мощностью 132 кВт, позволяющий разгоняться до 100 км/ч. Запас хода составляет 500 км. 

## Варианты
- Машина скорой помощи
- Эвакуационная машина
- VIP машина[2]

## Операторы
- Экваториальная Гвинея: 25
- Ирак: 115
- Нигерия: 40
- Саудовская Аравия: 25
- Южный Судан: 10
- Таиланд: 87
- Йемен: 112
- Исламское государство: 2 захваченных автомобиля[3]

## Боевые применения
- Мятеж Боко Харам
- Война в Ираке
- Первая битва за Тиркит
- Гражданская война в Южном Судане